# 李新贵
李新贵（1963年—），材料学专家，同济大学教授、材料化学研究所所长。江西省丰城市人。中华人民共和国教育部第二批“长江学者”特聘教授。

## 生平
- 1978-1982年就读于上海纺织工学院（现东华大学）化学纤维专业，获学士学位；
- 1982-1983年在江西维尼纶厂工作；
- 1986年、1988年先后获华东纺织工学院（现东华大学）化学纤维专业硕士、博士学位；
- 1988年起在天津纺织工学院（今天津工业大学）工作；
- 1997年起在同济大学材料学院工作至今。[2]